# Fortsetzung (Mathematik)
Die Fortsetzung einer Abbildung ist ein Begriff aus der Mathematik, der insbesondere in der Analysis und der Topologie verwendet wird. Unter einer Fortsetzung einer Abbildung versteht man eine weitere Abbildung, die auf einer Teilmenge ihres Definitionsbereichs mit der gegebenen Abbildung übereinstimmt. Von besonderem Interesse ist es, ob es Fortsetzungen zu stetigen beziehungsweise analytischen Funktionen gibt, die ebenfalls stetig beziehungsweise analytisch sind.

## Definition
Seien {\displaystyle X,\,Y} und {\displaystyle A} Mengen. Eine Abbildung {\displaystyle f\colon X\to Y} heißt Fortsetzung der Abbildung {\displaystyle g\colon A\to Y} genau dann, wenn {\displaystyle A} eine Teilmenge von {\displaystyle X} ist und
{\displaystyle g(x)=f(x)} für alle {\displaystyle x\in A} gilt.

## Stetige Fortsetzung

### Definition
Seien {\displaystyle X} und {\displaystyle Y} topologische Räume, {\displaystyle A\subset X} ein Teilraum von {\displaystyle X} und {\displaystyle g\colon A\to Y} eine stetige Abbildung. Eine Abbildung {\displaystyle f\colon X\to Y} heißt, analog zu obiger Definition, stetige Fortsetzung von {\displaystyle g}, falls {\displaystyle f} stetig ist und {\displaystyle g(x)=f(x)} für alle {\displaystyle x\in A} gilt.

### Beispiele
- Die Funktion {\displaystyle g\colon \mathbb {R} \setminus \{0\}\to \mathbb {R} }, definiert durch {\displaystyle x\mapsto {\tfrac {x}{x}}+5x}, ist stetig auf ihrem Definitionsbereich {\displaystyle \mathbb {R} \setminus \{0\}} und hat eine stetige Fortsetzung auf ganz {\displaystyle \mathbb {R} }, welche lautet

{\displaystyle f(x)={\begin{cases}{\frac {x}{x}}+5x&\mathrm {f{\ddot {u}}r} \ x\in \mathbb {R} \setminus \{0\},\\1&\mathrm {f{\ddot {u}}r} \ x=0\,.\end{cases}}}
Hier wird die Funktion auf einen weiteren Punkt fortgesetzt und man spricht in diesem speziellen Fall auch von einer stetig behebbaren Definitionslücke.
- Die Funktion {\displaystyle g\colon \mathbb {R} \setminus \{0\}\to \mathbb {R} }, definiert durch {\displaystyle x\mapsto {\tfrac {1}{x}}\sin(x)}, ist stetig auf ihrem Definitionsbereich {\displaystyle \mathbb {R} \setminus \{0\}} und hat eine stetige Fortsetzung auf ganz {\displaystyle \mathbb {R} }. Denn gemäß der Regel von de L’Hospital gilt {\displaystyle \textstyle \lim _{x\to 0}{\tfrac {1}{x}}\sin(x)=1}, und damit ist

{\displaystyle f(x)={\begin{cases}{\frac {1}{x}}\sin(x)&\mathrm {f{\ddot {u}}r} \ x\in \mathbb {R} \setminus \{0\},\\1&\mathrm {f{\ddot {u}}r} \ x=0\,\end{cases}}}
eine stetige Fortsetzung von {\displaystyle g}.
- Die Funktion {\displaystyle g\colon \mathbb {R} \setminus \{0\}\to \mathbb {R} }, definiert durch {\displaystyle x\mapsto \sin({\tfrac {1}{x}})}, ist stetig auf ihrem Definitionsbereich {\displaystyle \mathbb {R} \setminus \{0\}}, besitzt jedoch anders als die vorgenannten Funktionen keine stetige Fortsetzung auf den gesamten Zahlenraum {\displaystyle \mathbb {R} }, da der Grenzwert {\displaystyle \textstyle \lim _{x\to 0}\sin({\tfrac {1}{x}})} nicht existiert.
- Im mathematischen Bereich der Funktionalanalysis wird die Fourier-Transformation betrachtet. Dies ist eine Abbildung {\displaystyle {\mathcal {F}}\colon {\mathcal {S}}\to {\mathcal {S}}} auf dem Schwartz-Raum. Der Schwartz-Raum liegt dicht im Raum der quadratintegrierbaren Funktionen {\displaystyle L^{2}} und die Fourier-Transformation kann eindeutig stetig auf {\displaystyle L^{2}} fortgesetzt werden. Jedoch hat sie auf diesem Raum nicht mehr die übliche Integraldarstellung, die sie auf dem Schwartz-Raum hat.

### Fortsetzungssatz von Tietze
Der Fortsetzungssatz von Tietze charakterisiert topologische Räume, in denen stetige Funktionen auf abgeschlossenen Teilmengen immer stetig fortgesetzt werden können. Es sind genau die normalen topologischen Räume, in denen das immer möglich ist. Der Satz kann als Verallgemeinerung des Lemmas von Urysohn verstanden werden. Eine Folgerung des Fortsetzungssatzes von Tietze ist das Fortsetzungslemma.

### Lipschitz-stetige Funktionen
Stetige Abbildungen {\displaystyle U\rightarrow \mathbb {R} ^{m}}, wobei {\displaystyle U\subset \mathbb {R} ^{n}}, können die stärkere Eigenschaft der Lipschitz-Stetigkeit haben. Daher stellt sich die Frage, ob man die stetigen Fortsetzungen auch so wählen kann, dass die Lipschitz-Stetigkeit erhalten bleibt. Der Satz von Kirszbraun sagt aus, dass dies sogar mit Erhaltung der Lipschitz-Konstanten möglich ist. Das Lemma von McShane dehnt diese Aussage auf allgemeinere Raumklassen aus.

## Periodische Fortsetzung
Eine andere Möglichkeit eine Funktion systematisch fortzusetzen ist die periodische Fortsetzung. Dabei wird eine auf einem beschränkten Intervall definierte Funktion so fortgesetzt, dass sich ihre Funktionswerte außerhalb des Ausgangsintervalls mit festem Abstand zyklisch wiederholen. Eine solche Funktion wird periodisch genannt.

## Einschränkung
Das zur Fortsetzung von Funktionen gegenteilige Konzept ist die Einschränkung des Definitionsbereichs einer Abbildung.